# 주창준
주창준(朱昌駿, 1924년 3월 15일~2015년 7월 17일)은 조선민주주의인민공화국의 정치인이자 외교관, 군인, 언론인이다.

## 경력
1924년 일제강점기 조선 함경남도에서 태어난 그는 대외문화연락위원회 부위원장과 내각출판총국 총국장, 조선로동당 선전선동부 부부장, 군사정전위 수석대표, 인민군 소장, 미얀마 총영사, 외무성 참사, 대외문화연락위 국장, 제1~7차 적십자회 중앙위 서기장 겸 상임위원, 남북적십자회담 북측대표단 부단장, 대외문화연락위 부위원장, 평화옹호전국민족위 부위원장, 조선민주법률가협회 부위원장, 유고 주재 대사, 조선로동당 후보위원, 최고인민회의 상설회의 의원, 조선로동당 위원, 제1~2차 남북국회회담 예비접촉 북측대표단 부단장, 최고인민회의 제7·8·9·10기 대의원, 최고인민회의 상설회의 의원을 맡았으며, 《노동신문》 책임주필, 조선기자동맹 중앙위 위원장, 중앙방송위원회 위원장 등의 언론 분야에서도 활동했다.
1988년부터는 중국 대사에 임명되어 2000년까지 최장수 중국 대사를 지냈다.
외교와 대남 분야에 기여한 공로로 1982년에 김일성훈장과 2005년에 조국통일상을 수상했다.
2015년에 사망하였다.